# 奥塔蒂
奥塔蒂（義大利語：Ottati），是意大利萨莱诺省的一个市镇。总面积53平方公里，人口749人，人口密度14.1人/平方公里（2009年）。ISTAT代码为065086。